# Rentapia
Rentapia es un género de anfibios anuros de la familia Bufonidae. Son endémicos de la península de Malaca, Borneo y Sumatra.

## Especies
Se reconocen las especies siguientes dos especies:
- Rentapia everetti (Boulenger, 1896)
- Rentapia hosii (Boulenger, 1892)